# Championnat de Colombie féminin de football 2024
Navigation
Édition précédente Édition suivante
La saison 2024 du Championnat de Colombie féminin de football (Liga Femenina Dimayor 2024) est la huitième saison du championnat. L'Independiente Santa Fe, vainqueur la saison précédente, remet son titre en jeu.

## Format
Le championnat est disputé par 15 équipes, 3 clubs de la saison passée s'étant retirés (Atlético Bucaramanga, Atlético Huila et Boyacá Chicó). Cortuluá est remplacé par Internacional FC de Palmira. Cúcuta Deportivo revient après cinq années d'absence.
Tolima créée une alliance avec Real Santander.
Alianza Fútbol Club participe pour la première fois.
Lors de la première phase, ces équipes s'affrontent chacune une fois dans une poule unique.
Le format change ensuite par rapport à la saison passée, les huit meilleures équipes se qualifient pour une deuxième phase où elles jouent dans deux groupes de quatre. Les deux premiers de groupe jouent ensuite la finale en matches aller-retour.
Le champion et le finaliste sont qualifiés pour la Copa Libertadores féminine 2025.

## Compétition

### Saison régulière
| Rang | Équipe                      | Pts | J  | G  | N | P  | Bp | Bc | Diff |
| ---- | --------------------------- | --- | -- | -- | - | -- | -- | -- | ---- |
| 1    | Atlético Nacional           | 34  | 14 | 10 | 4 | 0  | 40 | 6  | +34  |
| 2    | América de Cali             | 33  | 14 | 10 | 3 | 1  | 34 | 11 | +23  |
| 3    | Independiente Santa Fe T    | 27  | 14 | 8  | 3 | 3  | 17 | 13 | +4   |
| 4    | Deportivo Cali              | 26  | 14 | 7  | 5 | 2  | 16 | 8  | +8   |
| 5    | Millonarios                 | 24  | 14 | 6  | 6 | 2  | 17 | 10 | +7   |
| 6    | Alianza Fútbol Club         | 22  | 14 | 6  | 4 | 4  | 13 | 14 | -1   |
| 7    | Llaneros                    | 20  | 14 | 6  | 2 | 6  | 11 | 15 | -4   |
| 8    | Independiente Medellín      | 19  | 14 | 5  | 4 | 5  | 22 | 16 | +6   |
| 9    | La Equidad                  | 19  | 14 | 5  | 4 | 5  | 23 | 19 | +4   |
| 10   | Internacional FC de Palmira | 19  | 14 | 6  | 1 | 7  | 17 | 19 | -2   |
| 11   | Deportivo Pasto             | 17  | 14 | 5  | 2 | 7  | 14 | 17 | -3   |
| 12   | Cúcuta Deportivo            | 20  | 14 | 3  | 5 | 6  | 10 | 18 | -8   |
| 13   | Pereira                     | 9   | 14 | 3  | 0 | 11 | 10 | 32 | -22  |
| 14   | Real Santander              | 6   | 14 | 1  | 3 | 10 | 15 | 38 | -23  |
| 15   | Junior                      | 2   | 14 | 0  | 2 | 12 | 9  | 32 | -23  |

### Deuxième phase
Les huit premiers sont répartis dans deux groupes de quatre équipes. Les deux vainqueurs de ces mini-championnats se retrouvent en finale.
En cas d'égalité de points, l'équipe la mieux classée au classement de la saison régulière est qualifiée.

#### Classement
| Rang | Équipe                   | Pts | J | G | N | P | Bp | Bc | Diff |
| ---- | ------------------------ | --- | - | - | - | - | -- | -- | ---- |
| 1    | Independiente Santa Fe T | 13  | 6 | 4 | 1 | 1 | 11 | 7  | +4   |
| 2    | Atlético Nacional        | 9   | 6 | 2 | 3 | 1 | 9  | 7  | +2   |
| 3    | Alianza Fútbol Club      | 7   | 6 | 2 | 1 | 3 | 8  | 9  | -1   |
| 4    | Independiente Medellín   | 4   | 6 | 1 | 1 | 4 | 7  | 12 | -5   |

|  | Qualification pour la finale |

#### Groupe B
| Rang | Équipe          | Pts | J | G | N | P | Bp | Bc | Diff |
| ---- | --------------- | --- | - | - | - | - | -- | -- | ---- |
| 1    | Deportivo Cali  | 12  | 6 | 4 | 0 | 2 | 9  | 5  | +4   |
| 2    | Millonarios     | 12  | 6 | 4 | 0 | 2 | 11 | 8  | +3   |
| 3    | América de Cali | 9   | 6 | 3 | 0 | 3 | 8  | 8  | 0    |
| 4    | Llaneros        | 3   | 6 | 1 | 0 | 5 | 6  | 13 | -7   |

|  | Qualification pour la finale |

### Finale
Les matches se déroulent le 11 et 16 août 2024.
| Équipe 1       | Résultat | Équipe 2               | Aller | Retour |
| -------------- | -------- | ---------------------- | ----- | ------ |
| Deportivo Cali | 4 - 1    | Independiente Santa Fe | 2-1   | 2-0    |

Deportivo Cali remporte les deux finales et son deuxième titre de champion de Colombie.

### Bilan
| Championnat de Colombie féminin de football 2024 |                           |
| Champion                                         | Deportivo Cali (2e titre) |
| Qualifications continentales                     |                           |
| Copa Libertadores féminine 2025                  | Independiente Santa Fe    |
| Copa Libertadores féminine 2025                  | Deportivo Cali            |
| Promotions et relégations                        |                           |
| Promus en Liga Dimayor Femenina                  |                           |
| Relégués                                         | aucun                     |